# 4-氯乙酰乙酸乙酯
4-氯乙酰乙酸乙酯是一种有机化合物，化学式为C6H9ClO3。它可由双乙烯酮和氯气反应，反应结束后加入乙醇回流得到。它可以在酵母的催化下发生还原反应。